# 일라이어스 버튼 홈스

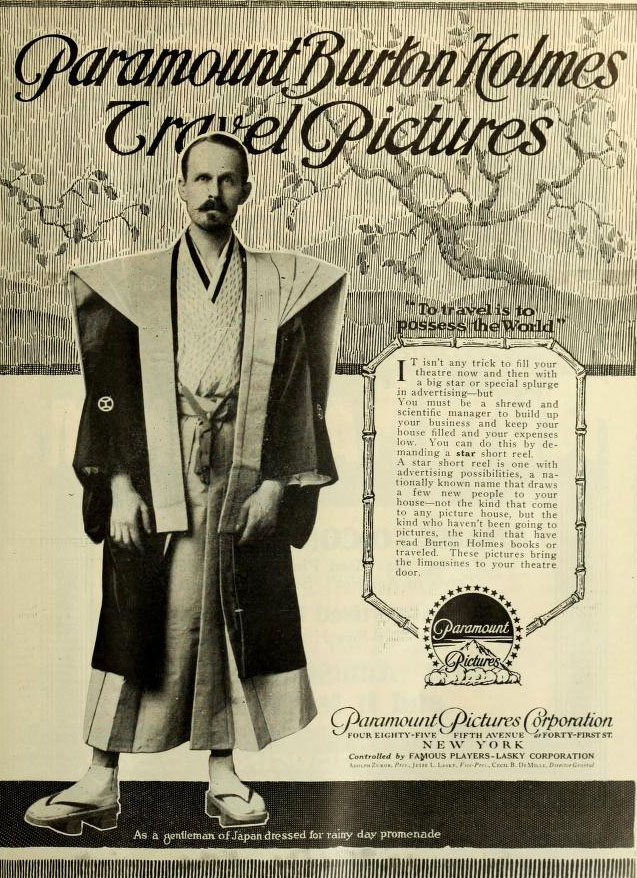
1917년 홈스의 영화 홍보물

일라이어스 버튼 홈스(Elias Burton Holmes, 1870년~1958년)은 미국의 여행가, 사진가, 영화 제작자이다. 19세기 말에서 20세기 초 세계 곳곳을 다니면서 여행기와 슬라이드쇼, 활동사진 등을 남겼으며 '기행영화' (Travelogue, 트래블로그)라는 용어를 창시하기도 했다.
홈스 이전에도 영화를 이용해 여행기를 들려주는 강연과 전문강사는 존재하였으나, 자신이 직접 영화를 찍어서 자신만의 강연을 펼친 것은 홈스가 처음인 것으로 알려져 있다.

## 생애
1870년 1월 8일 미국 시카고의 중산층 가정에서 태어났다. 아버지는 은행에서 일하는 사람이었다. 아홉살이 되던 해 할머니가 홈스를 데리고 당대 명성 있던 여행 강사 존 L. 스토더드의 강연을 들으러 갔는데, 이것이 홈스가 여행에 대해 눈을 뜨게 된 계기가 되었다고 한다.
1890년 스무살이 된 홈스는 할머니와 함께 유럽으로 여행을 갔고, 돌아와서는 시카고 카메라 협회의 회원으로서 여행기 슬라이드를 강연하기 시작했다. 이 당시 강연에 대해 홈스는 자서전에서 "침묵을 없애고 강연을 진행하기 위해서 환등사가 슬라이드를 바꾸면 적어둔 여행기를 읽어내려갔다"고 설명한다.
강연 자체는 협회 내에서만 350달러를 벌어들이며 성공을 거뒀지만, 홈스가 본격적으로 여행 강사로 활동하기로 결심하기까지는 수년이 더 흘러야 했다. 1893년 시카고의 각계 인사들을 초청해 일본에 다녀온 여행기를 주제로 강연을 두 차례 펼쳤는데 모두 매진된 것이 결정적인 계기가 되었다.

## 기행영화

### 세계여행
이 당시 홈스의 위치는 그럭저럭 성공을 맛본 여행 강연자일 뿐이었으나, 1897년 존 L. 스토더드가 은퇴하면서 이야기가 달라졌다. 여행강연계의 거물이 사라지자 어느 정도 입지를 넓힐 기회가 생긴 것으로 본 홈스는, 손수 채색한 유리슬라이드와 당시 막 신기술로 주목을 받던 활동사진 (영화)을 강연에 선보이며 더욱 이목을 끌었다. 해가 지나면서 강연 내에서 영화 상영의 비중을 점차 늘려나갔고, 1940년부터는 영화만을 이용해서 강연을 진행하기 시작했다.
홈스는 1892년부터 세계 곳곳을 여행하기 시작했으며 북아메리카, 남아메리카, 유럽, 러시아, 인도, 동북아시아, 에티오피아, 미얀마 등을 거쳐갔다. 강연 주제도 다양화해서 파나마 운하, '파리의 경박한 풍경' (Frivolities of Paris), 심지어는 같은 업계의 경쟁자였던 리처드 핼리버튼의 모험기까지 다루기도 했다. 1896년에는 제1회 근대 올림픽 대회를 참관하였고, 1901년에는 처음으로 시베리아 횡단철도를 타고 동북아시아로 가서 중국, 조선, 일본을 방문하며 여행기를 담은 영화를 찍었는데, 이것을 한국과 일본에서 제작된 최초의 영화로 보기도 한다. 이렇게 여행이 거듭되면서 홈스는 대서양과 태평양을 50차례 넘게 횡단하기에 이르렀다. 홈스의 강연이 유명해지면서 여행 시에 영화를 촬영하고 여행기를 남길 조수까지 대동할 수 있게 된 한편, 사업 경영전문가를 따로 고용하기도 했다. 미국에서 할리우드의 시대가 도래하자 홈스는 자신이 제작한 여행 영화를 파라마운트 사, 나중에는 메트로 골드윈 메이어 사에 납품하기 시작했다.
1952년 은퇴할 때까지 강연 횟수는 총 8,000회를 넘겼으며, 뉴욕, 보스턴, 필라델피아 등의 대도시에서 열린 강연은 최다 청강수를 기록했다. 홈스의 여행 강연은 가만히 앉아있으면서도 환상적인 풍경으로 도피하고 싶었던 여행가들에게 안성맞춤이었기 때문에, 홈스 본인도 자신이 방문했던 곳 중에서 쾌적하고 경치 좋았던 부분을 강조하며 강연을 진행하기도 했다. 또한 강연 과정에서 정치 문제, 빈곤 문제, 사회적 병폐 등은 일절 거론하지 않았다.

### 조선 방문
홈스는 한국에서 최초로 영화를 촬영하고 상영한 사람으로 기록되어 있다. 1901년 극동 여행을 계획한 홈스는 조선을 처음으로 방문하기로 결정했다. 같은해 6월 러시아 제국 모스크바에서 시베리아 횡단 열차를 타고 극동 지방을 여행한 홈스는 그해 8월 초, 청나라의 수도 베이징을 방문한 뒤 일본 우편선을 타고 조선의 제물포항에 도착했다. 제물포에서 경인선을 타고 용산역에 이른 홈스는 한양 곳곳을 다니며 구한말 조선의 풍경을 영화로 담았다.
이 당시 홈스가 영화로 남긴 것으로는 서대문 풍경, 전차 풍경, 조선인들의 상투와 모자, 활쏘기, 가래질 등의 풍습이 있었다. 홈스가 방문하던 해 이제 막 신축되던 한성전기회사 기공식도 카메라에 담았다. 이 과정에서 왕실 종친이었던 청안군 이재순을 만나 영화를 처음 보여줬고, 이후 이재순의 권유에 따라 궁궐에 초청되어 고종 황제와 영친왕에게 소형 영사기를 보여주었다고 한다. 홈스의 작품은 현재 한국영상자료원에 기증되어 《한국 - KOREA》라는 이름으로 2006년 처음 대중에게 공개되었다.
홈스의 서울 여행기는 1901년 강연 당시 〈서울: 한국의 수도〉라는 이름으로 컬러사진과 60mm 필름과 함께 처음 공개되었고, 같은해 미국에서 출간한 《버튼 홈스 강연》 (Burton Holmes Lectures) 전집 제10권에 일본 여행기와 함께 수록되었다. 1913년 강연에서는〈한국과 일본〉 (Korea and Japan)이란 이름으로 소개되었으며 이에 앞서 조선을 한차례 더 방문한 것으로 추정된다. 이듬해 나온 1914년판 서적부터는 한일 합방에 관한 소개를 덧붙여 지속적으로 수록 출간되었다.

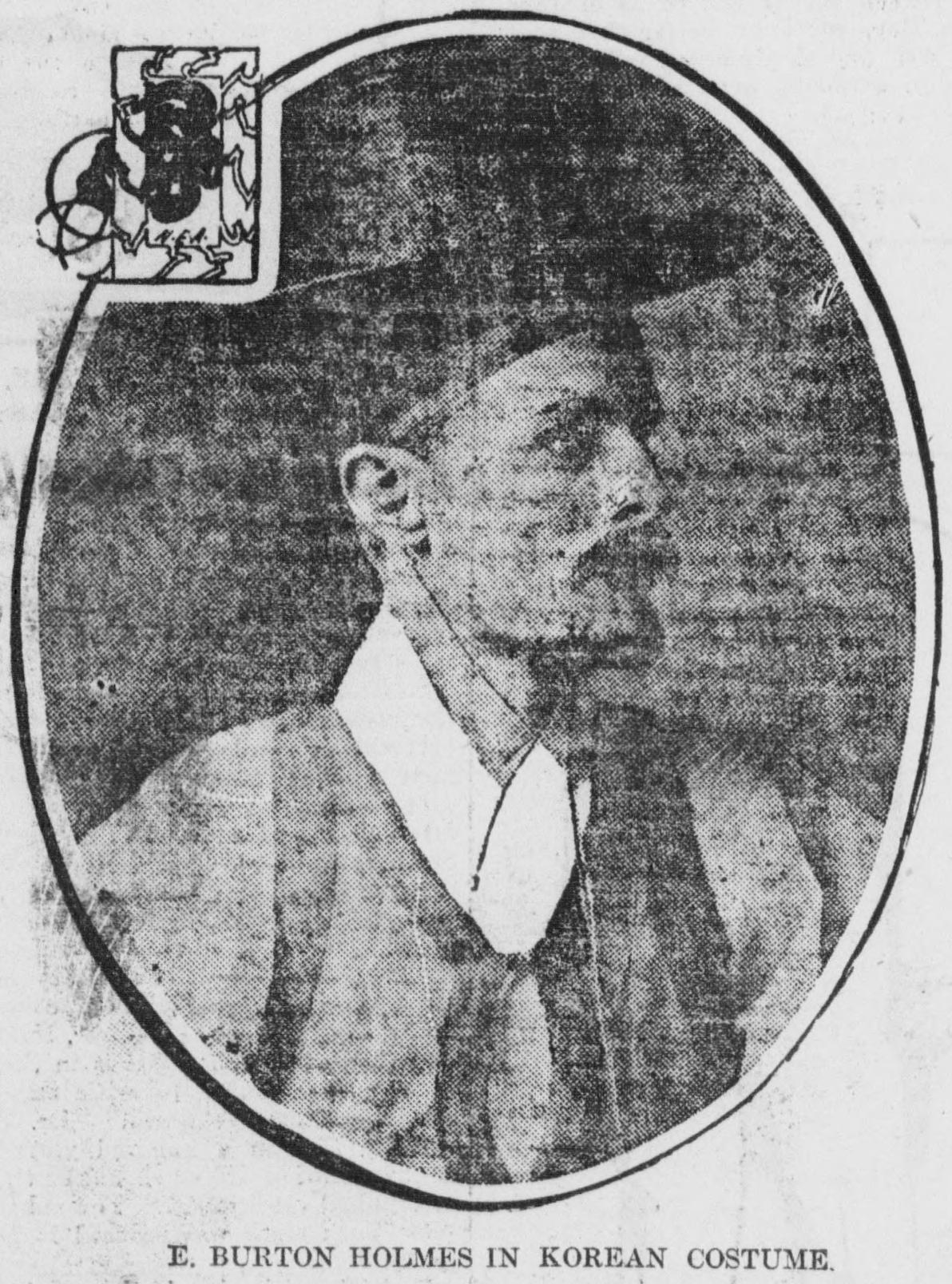
1904년 신문에 실린 한복 차림의 홈스
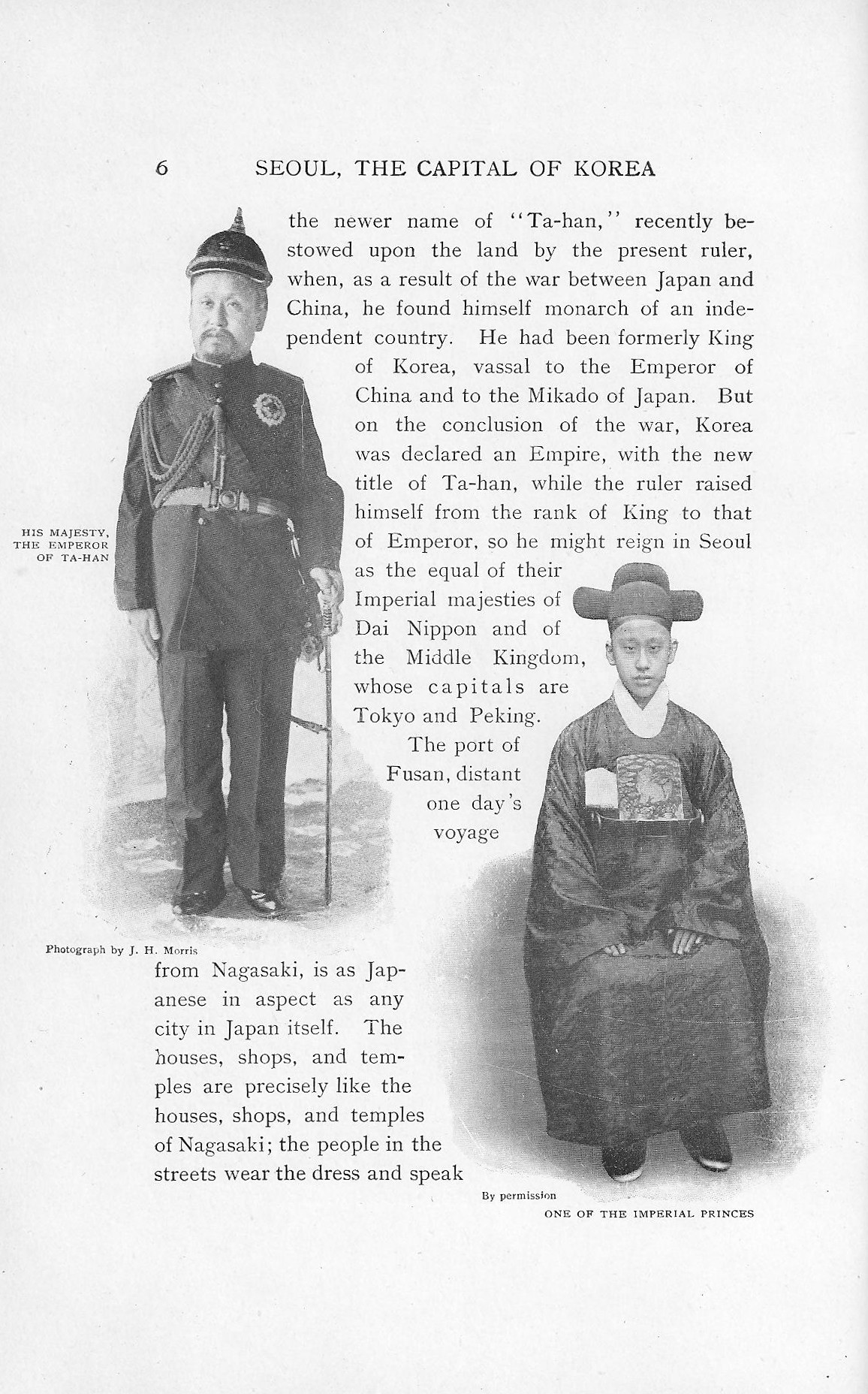
홈스의 여행기에 소개된 고종 황제와 영친왕
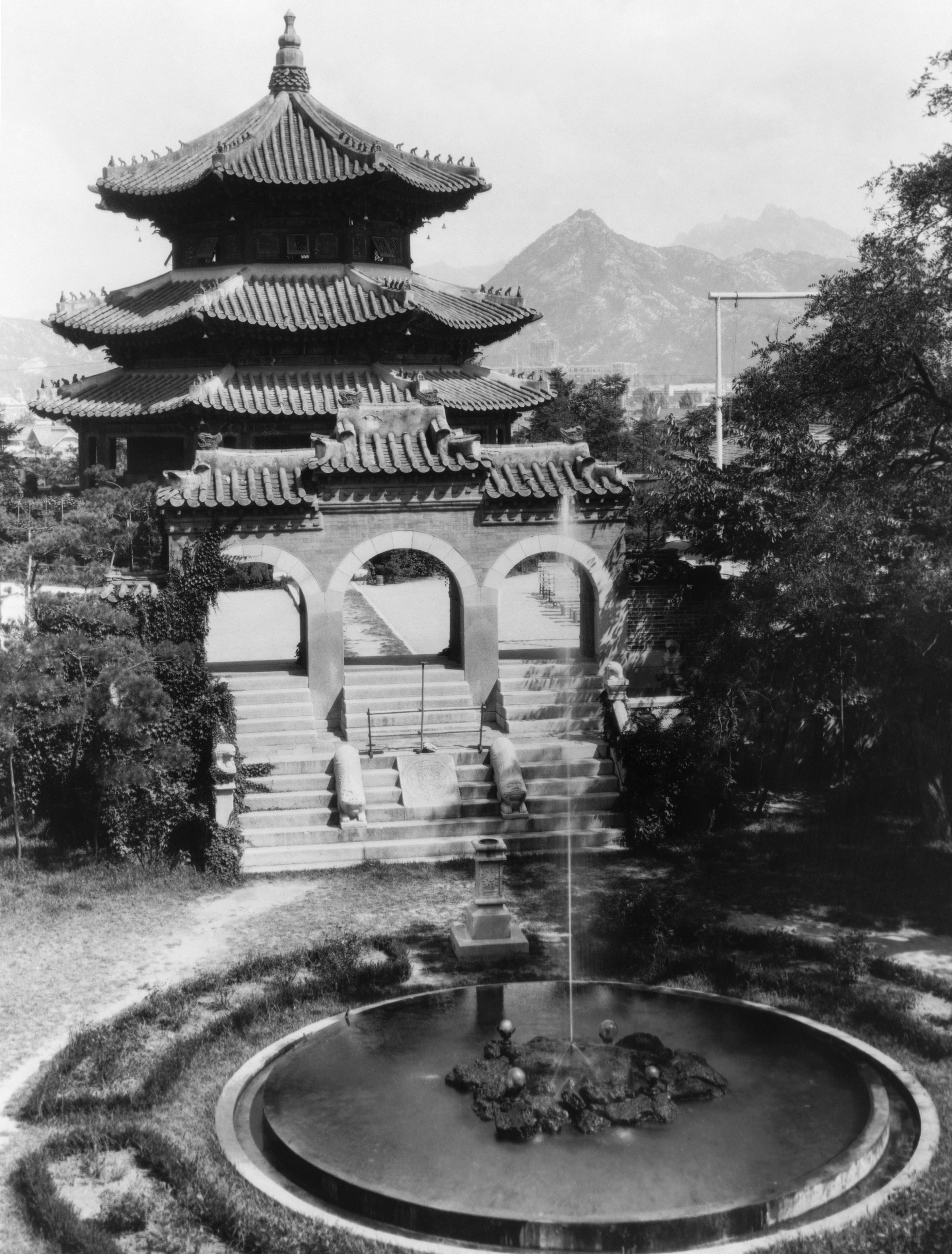
홈스가 촬영한 황궁우

## 이후
1914년 홈스는 여행 중에 만난 마거릿 올리버와 결혼하였고, 할리우드 힐스의 '톱사이드'라는 저택에서 거주했다. 여기에 뉴욕시에 '너바나' (Nirvana)라는 이름의 복층건물도 소유하고 있었는데 동남아시아에서 수집한 보물들로 장식되었다고 한다. 훗날 홈스는 이들 유물들을 로버트 리플리에게 팔아넘겼다.
버튼 홈스는 1958년 미국 로스앤젤레스에서 생을 마감하였다. 생전 할리우드 업계 종사자로서 할리우드 명예의 거리에 이름이 추서되기도 했다. 2004년에는 소실된 것으로 여겨졌던 홈스의 다큐멘터리 영상 200릴 분량이 버려진 창고에서 발견되기도 했는데, 현재 미국의 조지 이스트먼 하우스 영화박물관에 소장되어 있다.

## 참고 문헌
- 백문임 (2012). 《버튼 홈즈(E. Burton Holmes)의 서울 여행기와 영화》. 한국문학연구학회. 59-66쪽.

## 관련 서적
저서
- 《The Burton Holmes Lectures》, Battle Creek, Michigan: Little-Preston, 1901, OCLC 5082081. v.1, v.5, v.9
- The Traveler's Russia. G.P. Putnam's Sons, 1934.
- The World Is Mine. Culver City, California: Murray & Gee, 1953.
- Holmes, Burton (1920). 《The Olympian Games in Athens, 1896: The First Modern Olympics》. Grove/Atlantic, Incorporated. ISBN 978-0-394-62115-9.

한국어 번역본
- 버튼 홈스; 전종숙 옮김 (1987). 《전차표 사셨어요? 홈즈의 동방 나들이》. 미완. ISBN 2002338000385 |isbn= 값 확인 필요: invalid prefix (도움말). - 1914년 여행기의 번역본
- 버튼 홈스; 이진석 옮김 (2012). 《1901년 서울을 걷다》. 푸른길. ISBN 8962911957. - 1908년 여행기의 번역본